# Маджинське сільське поселення
Маджи́нське сільське поселення (рос. Маджинское сельское поселение) — муніципальне утворення у складі Корткероського району Республіки Комі, Росія. Адміністративний центр — село Маджа.

## Населення
Населення — 332 особи (2017, 344 у 2010, 437 у 2002, 575 у 1989).

## Склад
До складу поселення входять такі населені пункти:
| Населений пункт    | Населення, осіб (1989) | Населення, осіб (2002) | Населення, осіб (2010) |
| ------------------ | ---------------------- | ---------------------- | ---------------------- |
| Маджа, село        | 542                    | 423                    | 331                    |
| Кармильк, присілок | 11                     | -                      | -                      |
| Кур'ядор, присілок | 22                     | 14                     | 13                     |